# Реча (Харгіта)
Реча (рум. Recea) — село у повіті Харгіта в Румунії. Входить до складу комуни Тулгеш.
Село розташоване на відстані 275 км на північ від Бухареста, 59 км на північ від М'єркуря-Чука, 143 км на захід від Ясс, 138 км на північ від Брашова.

## Населення
За даними перепису населення 2002 року у селі проживали 155 осіб.
Національний склад населення села:
| Національність | Кількість осіб | Відсоток |
| -------------- | -------------- | -------- |
| румуни         | 134            | 86,5%    |
| угорці         | 21             | 13,5%    |

Рідною мовою назвали:
| Мова      | Кількість осіб | Відсоток |
| --------- | -------------- | -------- |
| румунська | 134            | 86,5%    |
| угорська  | 21             | 13,5%    |